# Archivio Nazionale della Catalogna
L'Archivio Nazionale della Catalogna (ANC) è il deposito di documenti ufficiali della Generalitat de Catalunya, e funziona anche come archivio storico delle carte di famiglie e personalità illustri, archivi di associazioni, industrie e aziende storiche di un valore significativo.
L'istituzione è ubicata in un edificio di nuova costruzione in Sant Cugat del Vallès sin dalla sua costituzione il 28 novembre 1980.
Come archivio di stato dell'amministrazione catalana, l'ANC raccoglie, conserva, gestisce e diffonde tutta la documentazione procedente dall'azione politica e amministrativa della Generalitat. Dall'altro lato, come archivio storico, si occupa delle carte che secondo la legislazione hanno un'importanza nella conoscenza della storia nazionale della Catalogna.

## Storia
La grande responsabilità che aveva la Mancomunitat de Catalunya di proteggere i beni culturali catalani fu ripresa, dal 1931 in poi, per il Ministero della Cultura della Generalitat. In tale anno fu proposta all'interno del Convegno di Archivi, Biblioteche e Belle Arti la creazione di un Archivio Generali della Catalogna. È stato solo nel 1936 che il progetto ha visto la luce, e sin da quel momento ha avuto sempre lo stesso compito.
Nel Decreto del 29 settembre 1936, firmato dal presidente Josep Tarradellas, si forniva l'archivio con un edificio a Barcellona, il Palau Episcopal. Successivamente, nell'anno 1938 e nel contesto della guerra civile spagnola, l'istituzione è stata trasferita nel quartiere di Pedralbes e poi dispersa nel territorio catalano.
Dopo la fine della lotta armata e l'inizio della dittatura di Franco, molti dei documenti sono finiti nell'Archivio Generale di Simancas. Una volta ritornata la democrazia nel paese, documenti sono gradualmente rientrati nell'ANC. Tuttavia, alcune di queste carte non sono ancora recuperate, fatto che ha originato un conflitto tra il governo spagnolo e quello catalano.